# Mieczysławów (Łódź)
Pour les articles homonymes, voir Mieczysławów.
Mieczysławów (prononciation [mjɛt͡ʂɨˈswavuf]) est un village de la gmina de Krzyżanów, du powiat de Kutno, dans la voïvodie de Łódź, situé dans le centre de la Pologne.
Il se situe à environ 3 kilomètres à l'ouest de Krzyżanów (siège de la gmina), 7 kilomètres au sud-est de Kutno (siège du powiat) et 44 kilomètres au nord de Łódź (capitale de la voïvodie).

## Histoire
Le village a été le site d'une grande bataille de blindés pendant la Seconde Guerre mondiale, impliquant la 2e Division Panzer SS Das Reich et des éléments d'unités blindées polonaises.

## Administration
De 1975 à 1998, le village était attaché administrativement à l'ancienne voïvodie de Płock.

Depuis 1999, il fait partie de la nouvelle voïvodie de Łódź.